# Sphaerodorum greeffi
Sphaerodorum greeffi är en ringmaskart som beskrevs av Giard in Fauvel 1923. Sphaerodorum greeffi ingår i släktet Sphaerodorum och familjen Sphaerodoridae. Inga underarter finns listade i Catalogue of Life.